# Kasteel van Stavenisse

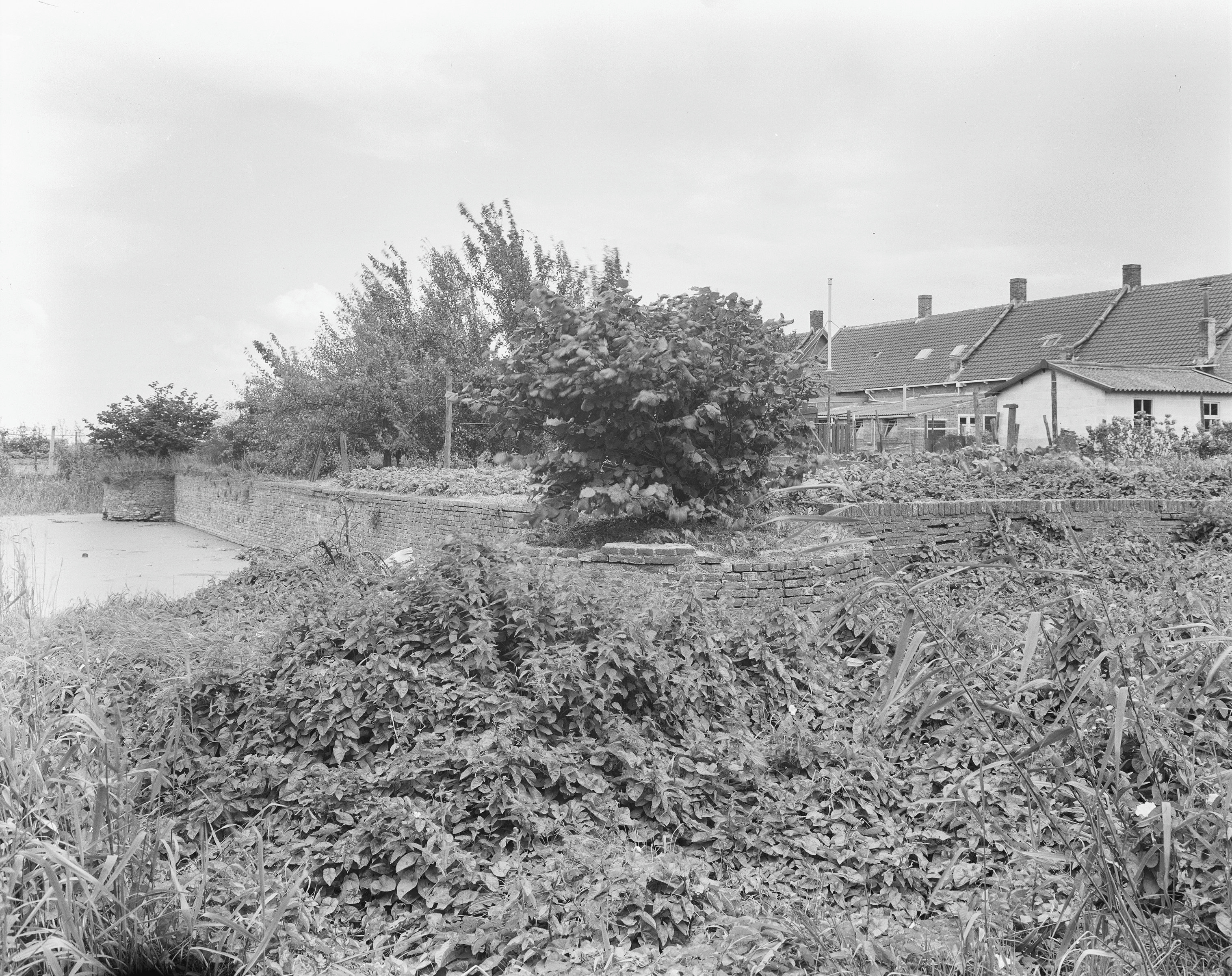
Fundamenten van het kasteel

Het Kasteel van Stavenisse is een voormalig kasteel in de tot de Zeeuwse gemeente Tholen behorende plaats Stavenisse, gelegen nabij het huidige Bos 17.
Omstreeks 1653 werd het kasteel gebouwd in opdracht van Hieronymus van Tuyll van Serooskerken ter gelegenheid van diens huwelijk met Margaretha Huyssen. Hieronymus was ambachtsheer van Stavenisse.
In de 18e eeuw raakte het in verval en in 1753 werd het verkocht aan baljuw en bierbrouwer A. de Clercq, welke het huis liet slopen.
De overblijfselen van de fundering werden later blootgelegd en geconserveerd. Ze omvatten de grondvesten van de muren en een tweetal hoektorens.
Aldegonde · Kasteel van Axel · Baarland · Baarsdorp · Barbestein · Biervliet · Bieweg · Blodenburg · Huis der Boede · Brijdorpe · Bruëlis · 't Burchtje · Burggravensteen · Buttinge · Coxijde · Crayenstein · Duinbeek · Duivelsberg · Ellewoutsdijk · Filippenburg · Geersdijk · Gistellis · Gravenhof · Slot Haamstede · Kasteel Hellenburg · Herkestein · Heuvelsweg · Hoge Huis · Ter Hooge · Hoogkamer · Kats · Kind van Trente · Kleverskerke · Kortgene · Kreke · Kruiningen · Laterdale · Lodijke · Maalstede (Hulst) · Maalstede (Kapelle) · Magdalon · Hof Ter Moere · Moermond · Te Mortiere · Muiden · Hof ter Nisse (Nisse) · Hof ter Nisse (Ossenisse) · Oostende · Oostende (Goes) · Oosterstein · Poelvoorde · Poortvliet · Popkensburg · De Pottere · Poucques · Pronkenburg · Ravenstein · Saeftingher Slot · Kasteel van Sint-Maartensdijk · Schengen · Sluis · Smallegange · Stavenisse · Tolhuis van Iersekeroord · Huus ter Tolne · Torenberg · Torenhoeve · Toren van Bourgondië · Troye · Valkenisse · Vinninghen · Vlissingen · Voorhoute · Waarde · Watervliet · Weldamme · Welland · Huis te Werf · Te Werve · Westenschouwen · Westhove · Westkerke · Windenburg · Zandenburg · Zwanenburg